# Ilmar Malin
Ilmar Malin (* 16. Januar 1924 in Tartu; † 15. März 1994 in Tallinn) war ein estnischer Maler.

## Leben
Ilmar Malin schloss 1943 das Hugo-Treffner-Gymnasium in Tartu ab und wurde im gleichen Jahr von der deutschen Wehrmacht – Estland war von 1941 bis 1944 von Deutschland besetzt – eingezogen. Nach ungefähr einer Woche beschloss er jedoch zu fliehen und versteckte sich für einige Monate auf dem Lande. Anfang August floh er nach Finnland und nahm dort in den Reihen der finnischen Armee am Fortsetzungskrieg teil. 1944 kehrte er mit seinem Regiment zurück nach Estland und kämpfte innerhalb der Estnischen Division auf deutscher Seite gegen die Rote Armee. Diese Division gelangte nach Tschechien und wurde dort (größtenteils) von der sowjetischen Armee gefangen genommen. Bis 1948 war Malin in einem sibirischen Straflager, danach konnte er nach Estland zurückkehren.
Malin studierte am Staatlichen Tallinner Institut für Kunsthandwerk und schloss 1954 das Staatliche Kunstinstitut der ESSR ab. Danach war er mit Unterbrechungen von 1955 bis 1973 Dozent an der Tartuer Kunstschule, die aus der Pallas-Kunsthochschule hervorgegangen war. Von 1988 bis 1992 dozierte er an der Tallinner Kunsthochschule, der heutigen Estnischen Kunstakademie. Ein Studienjahr (1992/1993) war er auch Dozent an der Universität Tartu.

## Werk
Malins Werk durchlief mehrere Phasen. Zum ersten Mal erregte er Aufsehen mit gemalten Eindrücken von einer Zentralasienreise Anfang der 1960er-Jahre. Später machte er sich einen Namen durch beeindruckende Porträts, am nachhaltigsten war seine Wirkung jedoch als Vertreter eines estnischen Surrealismus.
Malin verfasste zahlreiche theoretische Arbeiten zur Kunst und publizierte auch Erinnerungen aus seiner Zeit in Finnland.

## Ausstellungen
Malin hatte 1962 seine erste persönliche Ausstellung in Tartu, der zahlreiche weitere folgten. 1985 war von ihm eine Ausstellung in Stockholm zu sehen, 1992 beteiligte er sich mit einigen Werken an der Ausstellung Mythos und Abstraktion in Karlsruhe, in der zeitgenössische Kunst aus Estland vorgestellt wurde.

## Auszeichnungen
1993 Kristjan-Raud-Preis

## Schriften
- Ajendid ja seadumused, in: Looming 10/1974, S. 1707–1724.
- Etüüd ajendite saatusest, in. Looming 4/1987, S. 505–509.
- Teisel poolel. Mäletusi aastaist 1943–1946, in: Looming 11/1988, S. 1515–1528; 12/1988, 1660–1673.